# Natació al Campionat del Món de natació de 2015 – 400 m lliures femení
Els 400 metres lliures femení es va celebrar el 2 d'agost al Kazan Arena Stadium a Kazan.

## Rècords
Els rècords del món abans de començar la prova:
| Rècord del món       | Katie Ledecky, Estats Units | 3:58,37 | Gold Coast, Austràlia | 23 d'agost de 2014   |
| Rècord del campionat | Federica Pellegrini, Itàlia | 3:59,15 | Roma, Italia          | 26 de juliol de 2009 |

Durant el trascurs de la prova es van batre els següents rècords:
| Data      | Prova | Nom           | País         | Temps   | Rècord |
| --------- | ----- | ------------- | ------------ | ------- | ------ |
| 2 d'Agost | Final | Katie Ledecky | Estats Units | 3:59,13 | CR     |

## Resultats
Les sèries es van disputar a les 11:03.

   *   Finalistes
| Posició | Sèrie | Carril | Nom                      | País                           | Temps   | Notes |
| ------- | ----- | ------ | ------------------------ | ------------------------------ | ------- | ----- |
| 1       | 5     | 4      | Katie Ledecky            | Estats Units                   | 4:01,73 | Q     |
| 2       | 5     | 6      | Jessica Ashwood          | Austràlia                      | 4:04,47 | Q     |
| 3       | 5     | 5      | Sharon van Rouwendaal    | Països Baixos                  | 4:05,02 | Q     |
| 4       | 4     | 5      | Lauren Boyle             | Nova Zelanda                   | 4:05,53 | Q     |
| 5       | 5     | 7      | Boglárka Kapás           | Hongria                        | 4:06,21 | Q     |
| 6       | 4     | 4      | Jazmin Carlin            | Regne Unit                     | 4:07,15 | Q     |
| 6       | 4     | 6      | Diletta Carli            | Itàlia                         | 4:07,15 | Q     |
| 8       | 5     | 1      | Melani Costa             | Illes Balears                  | 4:07,58 | Q     |
| 9       | 5     | 3      | Cierra Runge             | Estats Units                   | 4:07,97 |       |
| 10      | 4     | 9      | Anja Klinar              | Eslovènia                      | 4:08,57 |       |
| 11      | 5     | 8      | Shao Yiwen               | R.P. de la Xina                | 4:08,93 |       |
| 12      | 4     | 1      | Sarah Köhler             | Alemanya                       | 4:09,21 |       |
| 13      | 5     | 2      | Cao Yue                  | R.P. de la Xina                | 4:09,60 |       |
| 14      | 4     | 3      | Coralie Balmy            | França                         | 4:09,68 |       |
| 15      | 4     | 8      | Andreina Pinto           | Veneçuela                      | 4:09,75 |       |
| 16      | 3     | 5      | Manuella Lyrio           | Brasil                         | 4:10,57 | NR    |
| 17      | 4     | 2      | Alice Mizzau             | Itàlia                         | 4:10,92 |       |
| 18      | 3     | 4      | Arina Openysheva         | Rússia                         | 4:11,71 |       |
| 19      | 5     | 9      | Johanna Friedrich        | Alemanya                       | 4:12,09 |       |
| 20      | 4     | 0      | Chihiro Igarashi         | Japó                           | 4:13,43 |       |
| 21      | 4     | 7      | Leah Neale               | Austràlia                      | 4:13,98 |       |
| 22      | 5     | 0      | Emily Overholt           | Canadà                         | 4:14,45 |       |
| 23      | 3     | 7      | Julia Hassler            | Liechtenstein                  | 4:14,51 |       |
| 24      | 2     | 1      | Maria Alvárez            | Colòmbia                       | 4:14,60 |       |
| 25      | 3     | 8      | Monique Olivier          | Luxemburg                      | 4:15,24 |       |
| 26      | 3     | 2      | Jo Hyun-ju               | Corea del Sud                  | 4:15,39 |       |
| 27      | 2     | 6      | Martina van Berkel       | Suïssa                         | 4:15,83 |       |
| 28      | 3     | 3      | Emma Robinson            | Nova Zelanda                   | 4:16,43 |       |
| 29      | 3     | 1      | Claudia Hufnagl          | Àustria                        | 4:17,14 |       |
| 30      | 2     | 7      | Martina Elhenická        | Txèquia                        | 4:18,57 |       |
| 31      | 2     | 2      | Khoo Cai Lin             | Malàisia                       | 4:18,75 |       |
| 32      | 2     | 4      | Andrea Cedrón            | Perú                           | 4:18,96 |       |
| 33      | 2     | 3      | Rachel Tseng             | Singapur                       | 4:19,97 |       |
| 34      | 3     | 6      | Samantha Arévalo         | Equador                        | 4:20,47 |       |
| 35      | 2     | 0      | Katarina Simonović       | Sèrbia                         | 4:20,94 |       |
| 36      | 2     | 5      | Elisbet Gámez            | Cuba                           | 4:21,36 |       |
| 37      | 2     | 8      | Merve Eroğlu             | Turquia                        | 4:24,77 |       |
| 38      | 1     | 5      | Lani van den Berg        | Aruba                          | 4:24,79 |       |
| 39      | 3     | 0      | Gabriela Santis          | Guatemala                      | 4:25,92 |       |
| 40      | 1     | 2      | Helena Moreno            | Costa Rica                     | 4:26,87 |       |
| 41      | 1     | 4      | Lani Cabrera             | Barbados                       | 4:28,31 |       |
| 42      | 1     | 3      | Elena Giovannini         | San Marino                     | 4:29,40 |       |
| 43      | 1     | 6      | Sara Pastrana            | Hondures                       | 4:32,58 |       |
| 44      | 2     | 9      | Talita Te Flan           | Costa d'Ivori                  | 4:32,72 |       |
| 45      | 1     | 7      | Gabriella Doueihy        | Líban                          | 4:35,09 |       |
| 46      | 3     | 9      | Benjaporn Sriphanomthorn | Tailàndia                      | 4:36,55 |       |
| 47      | 1     | 1      | Arianna Sanna            | República Dominicana           | 4:39,87 |       |
| 48      | 1     | 0      | Victoria Chentsova       | Illes Mariannes Septentrionals | 4:44,15 |       |
| 49      | 1     | 8      | Makaela Holowchak        | Antigua i Barbuda              | 4:47,77 |       |

### Final
La final es va disputar a les 18:23.
| Posició | Carril | Nom                   | País          | Temps   | Notes |
| ------- | ------ | --------------------- | ------------- | ------- | ----- |
| 1       | 4      | Katie Ledecky         | Estats Units  | 3:59,13 | CR    |
| 2       | 3      | Sharon van Rouwendaal | Països Baixos | 4:03,02 | NR    |
| 3       | 5      | Jessica Ashwood       | Austràlia     | 4:03,34 | OC    |
| 4       | 7      | Jazmin Carlin         | Regne Unit    | 4:03,74 |       |
| 5       | 6      | Lauren Boyle          | Nova Zelanda  | 4:04,38 |       |
| 6       | 8      | Melani Costa          | Illes Balears | 4:06,50 |       |
| 7       | 1      | Diletta Carli         | Itàlia        | 4:07,30 |       |
| 8       | 2      | Boglárka Kapás        | Hongria       | 4:08,22 |       |